# Dzandaachüügijn Enchbold
Dzandaachüügijn Enchbold, mong. Зандаахүүгийн Энхболд (ur. 23 maja 1966 w Ułan Bator) – mongolski polityk, inżynier i prawnik, przewodniczący Wielkiego Churału Państwowego (2012–2016) oraz Partii Demokratycznej (2014–2016).

## Życiorys
Urodził się w mongolskiej stolicy. Z wykształcenia automatyk i inżynier mechanik, kształcił się w Rosji na Uralskim Państwowym Uniwersytecie Technicznym (absolwent z 1989). W 1996 ukończył studia prawnicze na Państwowym Uniwersytecie Mongolskim.
Pracował w zakładzie systemów elektrycznych w Ułan Bator, następnie w różnych przedsiębiorstwach. W latach 1996–1999 był prezesem Komitetu Własności Państwowej. Następnie przez rok pełnił obowiązki doradcy mongolskiego parlamentu. Od 2000 do 2001 był sekretarzem generalnym Partii Demokratycznej. W latach 2004–2005 ponownie kierował Komitetem Własności Państwowej. W wyborach w 2005, 2008 i 2012 uzyskiwał mandat posła do Wielkiego Churału Państwowego. W 2012 został wybrany na jego przewodniczącego. W 2014 wybrany także na nowego przewodniczącego Partii Demokratycznej. W wyborach w 2016 jego ugrupowanie utrzymało 9 z 34 mandatów, Dzandaachüügijn Enchbold nie został ponownie wybrany do parlamentu, kończąc urzędowanie jako jego przewodniczący.
W 2017 nowy prezydent Chaltmaagijn Battulga powołał go na funkcję szefa prezydenckiej administracji; pełnił tę funkcję do 2021.